# Vietcong 2
Vietcong 2 ist ein Ego-Shooter des tschechischen Entwicklers Pterodon, der wie der Vorgänger Vietcong den Vietnamkrieg als Szenario nutzt. Das Spiel wurde in Zusammenarbeit mit Illusion Softworks entworfen und unter dem Label 2K Games des US-amerikanischen Publishers Take 2 Interactive vertrieben. Der Titel leitet sich von den vietnamesischen Kämpfern ab, die in den USA und Westeuropa oft „Vietcong“ genannt werden. Das Spiel wurde im Oktober 2005 für Windows-PCs veröffentlicht. Es hatte höhere Hardwareanforderungen als das grafisch bessere Doom 3. Beispielsweise wurde eine Grafikkarte mit Pixel Shader Version 2.0 benötigt.

## Spielprinzip
Vietnam-Veteranen, die während der Tet-Offensive in der Stadt Hue stationiert waren, wurden als Augenzeugen zu Rate gezogen, um das Spiel historisch möglichst korrekt zu gestalten. Der Spieler übernimmt die Rolle eines US-Hauptmannes, der einen Kriegsreporter durch die Feierlichkeiten des traditionellen Neujahr-Festes in Hue begleiten soll.
Am Ende der US-Kampagne besteht die Möglichkeit, die eher kleine Vietcong-Kampagne als Bonus zu spielen.
Die erste Kampagne spielt im Gegensatz zum ersten Teil nicht im Urwald, sondern in Stadtgebieten. Das Spielprinzip gleicht dem aus dem ersten Teil. Ein Unterschied besteht in der Unverwundbarkeit der Team-Mitglieder, so dass diese unsterblich sind.

## Rezeption
Vietcong 2 erhielt laut dem Wertungsaggregator Metacritic gemischte oder durchschnittliche Wertungen.
Dem deutschsprachigen Computerspielmagazin GameStar zufolge ist das Spiel weder besonders lang noch abwechslungsreich. Die Level seien linear und die Darstellung der Vegetation reiche bei weitem nicht an Far Cry heran. PC Games konstatiert allerdings, dass die Sound-Kulisse von Vietcong 2 im Gegensatz zur Grafik eine Klasse für sich ist.

„Hervorragende Musik, phänomenale Sprachausgabe und realistische Geräusche so weit die Ohren reichen. Vor allem Besitzer eines Surround-Systems werden so förmlich ins Geschehen gesogen.“